# Reicheneck (Reutlingen)
Reicheneck ist der kleinste Stadtteil der Kreisstadt Reutlingen im gleichnamigen Landkreis Reutlingen in Baden-Württemberg.

## Geographische Lage und Entwicklung
Das Dorf liegt etwa fünf Kilometer nördlich von Reutlingen.

## Geschichte
Der Ortsname, ein typischer Burgname, wurde erstmals in einer Urkunde von 1336 genannt. Burg und Weiler sollen seit dem 14. Jahrhundert den Herren von Riet untergeordnet gewesen sein. Diese verkauften ihren Besitz nach und nach an die Reutlinger Bürger. Begütert war auch das Pfullinger Kloster beziehungsweise das damalige Klosteramt, das seit dem Anfang des 16. Jahrhunderts nahezu alleiniger Grundherr war. Bis ins Jahr 1938 gehörte Reicheneck zum Oberamt Urach, anschließend zum Landkreis Reutlingen. Am 1. Januar 1971 wurde Reicheneck in die Stadt Reutlingen eingegliedert. Die Burg ist vollständig abgetragen, nur der Burggraben hat sich als Straßennamen erhalten. Stubensandsteinquader aus der Burg wurden verschiedentlich zweckentfremdet an anderer Stelle weiterverwendet.

## Religion
Kirchlich gehörte Reicheneck stets zu Mittelstadt, doch wurde 1908 die selbständige evangelische Filialkirchengemeinde Reicheneck der Muttergemeinde Mittelstadt gebildet. 1910 erhielt Reicheneck dann auch eine eigene evangelische Kirche. Die heutige evangelische Kirchengemeinde Reicheneck ist neben der evangelischen Kirchengemeinde Mittelstadt die einzige evangelische Kirchengemeinde der Stadt Reutlingen, die zum Kirchenbezirk Bad Urach-Münsingen gehört.

## Entwicklung
Die ursprüngliche Wasserversorgung („dr bronna“) wird auch heute noch zum Pflanzengießen genutzt. Während noch vor 50 Jahren viele Familien von der Landwirtschaft lebten, hat sich nach dem Zweiten Weltkrieg ein Strukturwandel vollzogen, sodass das Dorf heute vornehmlich von Kleinfamilien bewohnt wird. Die wichtigsten sozialen Institutionen sind der Kindergarten, die evangelische Kirchengemeinde und das Heimatmuseum in der Dachkammer des Rathauses. Das wichtigste Fest der Reichenecker ist alle zwei Jahre die Sichelhenke.

## Evangelische Kirche
Die 1910 erbaute evangelische Kirche wurde vom später namhaften Jugendstilarchitekten Martin Elsaesser mit Dachreiter und bewusst in englischem Landhaus-Fachwerkstil entworfen. Die vier Altarfenster mit farbigen Jugendstil-Ornamenten stammen aus der Bauzeit. Mit dem Wandgemälde oben an der Chorwand (Jesus wandelt auf dem See: Seid getrost, ich bin’s!) will der Mittelstädter Kunstmaler Alfred Braun 1948 nach schlimmer Zeit Zuversicht und Glauben vermitteln.

### Freiwillige Feuerwehr
Die Freiwillige Feuerwehr Reicheneck ist ausgestattet mit einem Löschgruppenfahrzeug des Typs Mercedes-Benz MB 917 AF sowie einem Mannschaftstransportfahrzeug des Typs Mercedes-Benz Vito. Zudem existiert eine Jugendfeuerwehr.

### Dorfladen Reicheneck
Am 9. Januar 2016 wurde der Dorfladen Reicheneck im Erdgeschoss des Rathauses eröffnet. Er ist Ergebnis langer Diskussionen um die Nahversorgung in Reicheneck. Der letzte Laden in Reicheneck, der hauptamtlich betrieben wurde, hatte 2008 mangels Umsatz schließen müssen. Die Einwohner gründeten im Frühjahr 2015 eine Genossenschaft, die den Dorfladen finanziell trägt und den Betrieb durch ehrenamtliche Mitarbeiter aufrechterhält. Die Genossenschaft hat inzwischen 160 Mitglieder.

## Vereine
Der wichtigste Verein der Gemeinde ist der Tischtennisverein TTV Reicheneck e. V. Er besteht seit 1972 und hat eine Gymnastik- und eine Volleyballuntergruppe.

## Wappen
| Wappen von Reicheneck | Blasonierung: „In gespaltenem Schild vorne in Gold (Gelb) eine blaue Wellendeichsel, hinten in Blau ein goldener (gelber) Jagdhund.“ |
| Wappen von Reicheneck | Wappenbegründung: Das Wappen nimmt auf die ältesten bekannten Ortsherren, die Herren von Riet, Bezug, deren Wappen ein steigendes Tier, vermutlich einen Bracken (Jagdhund), zeigt. Zur Unterscheidung vom Wappen der Gemeinde Altenriet im Landkreis Esslingen, das ebenfalls einen Bracken enthält, wurde zusätzlich eine Wellendeichsel hinzugefügt, die auf die Lage des Ortes zwischen der gemeinsamen Mündung des Weiher- und des Rosenbächles in den Reichenbach anspielt. Die Verleihung des Wappens durch das Innenministerium erfolgte im Jahre 1956. |

## Söhne und Töchter des Stadtteils
- Otto Schaude wurde zwar nicht in Reicheneck geboren, hatte aber dort seinen Lebensmittelpunkt und ist dort begraben.

## Galerie

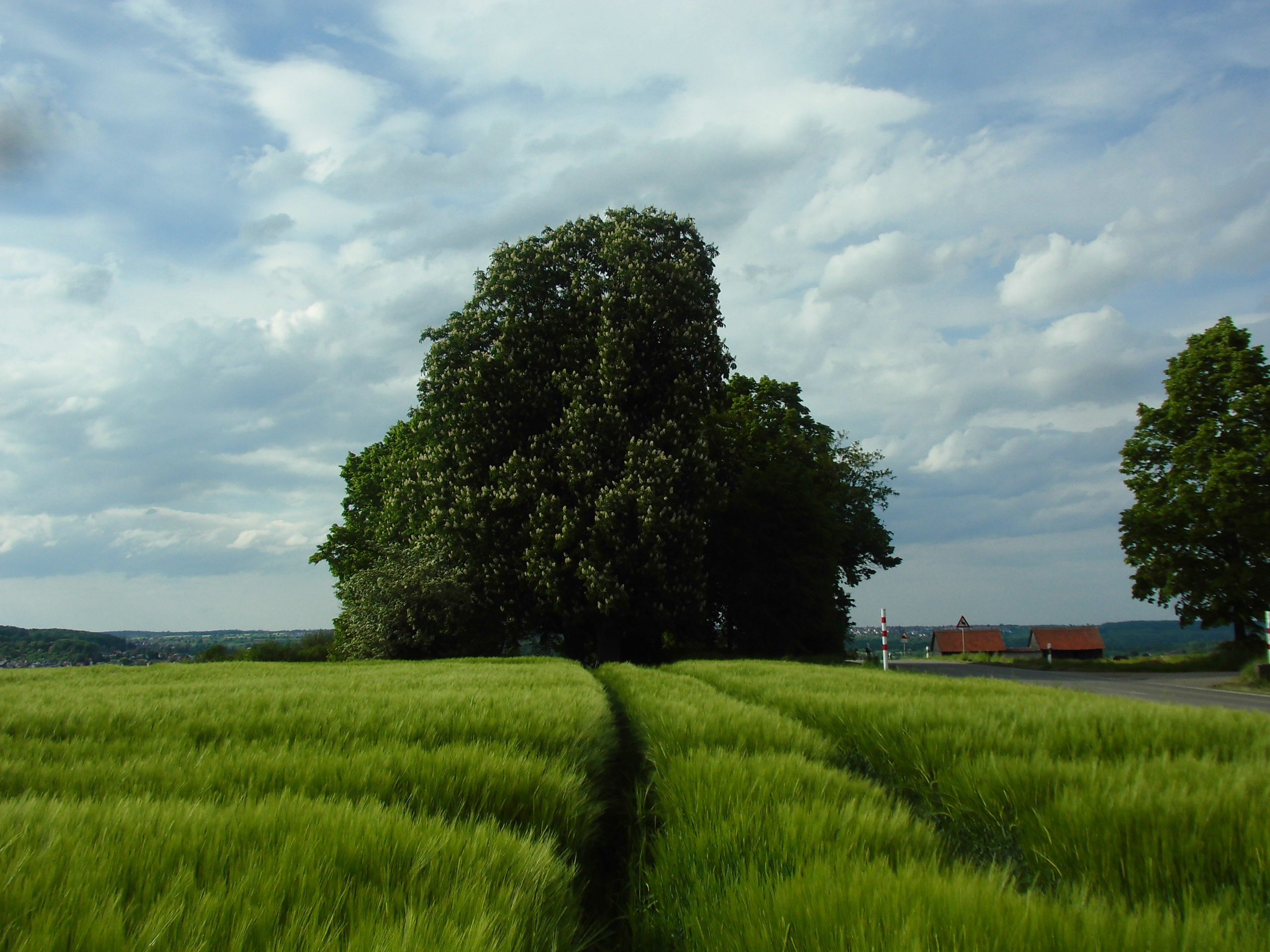
Naturdenkmal Winterlinde und 2 Kastanien
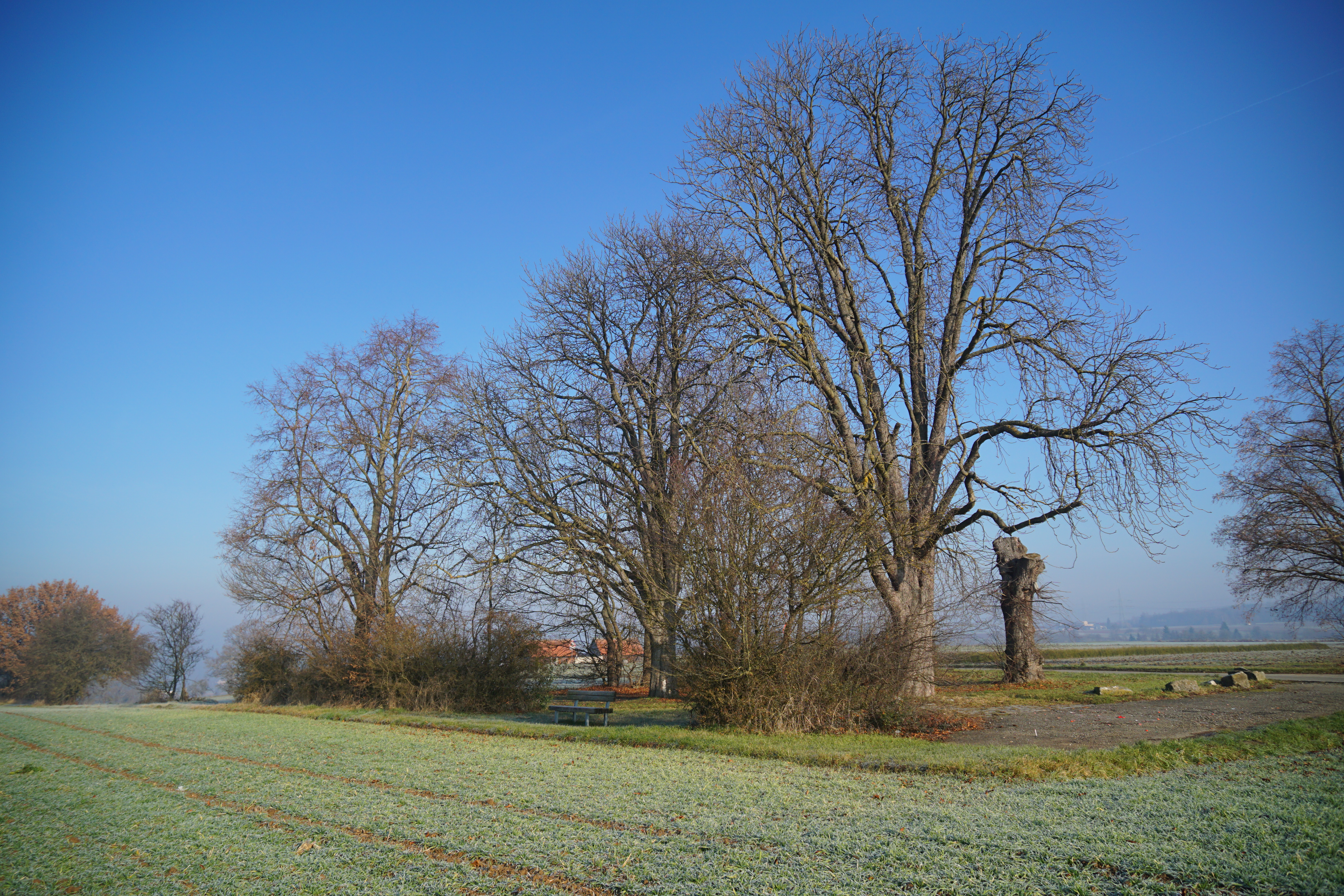
Winterlinde und 2 Kastanien, Naturdenkmal
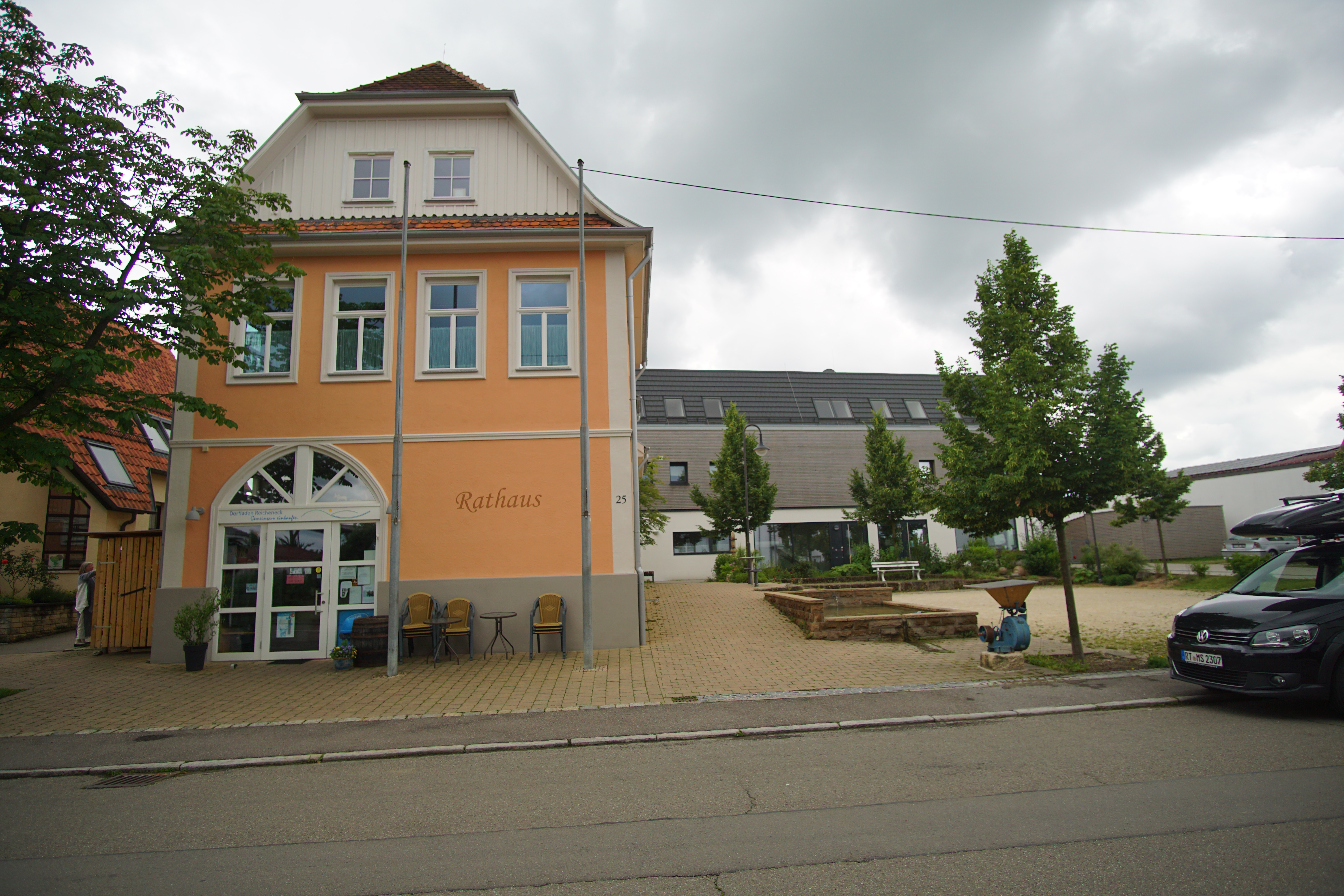
Rathaus mit Dorfladen, Kindergarten im dunklen Gebäude
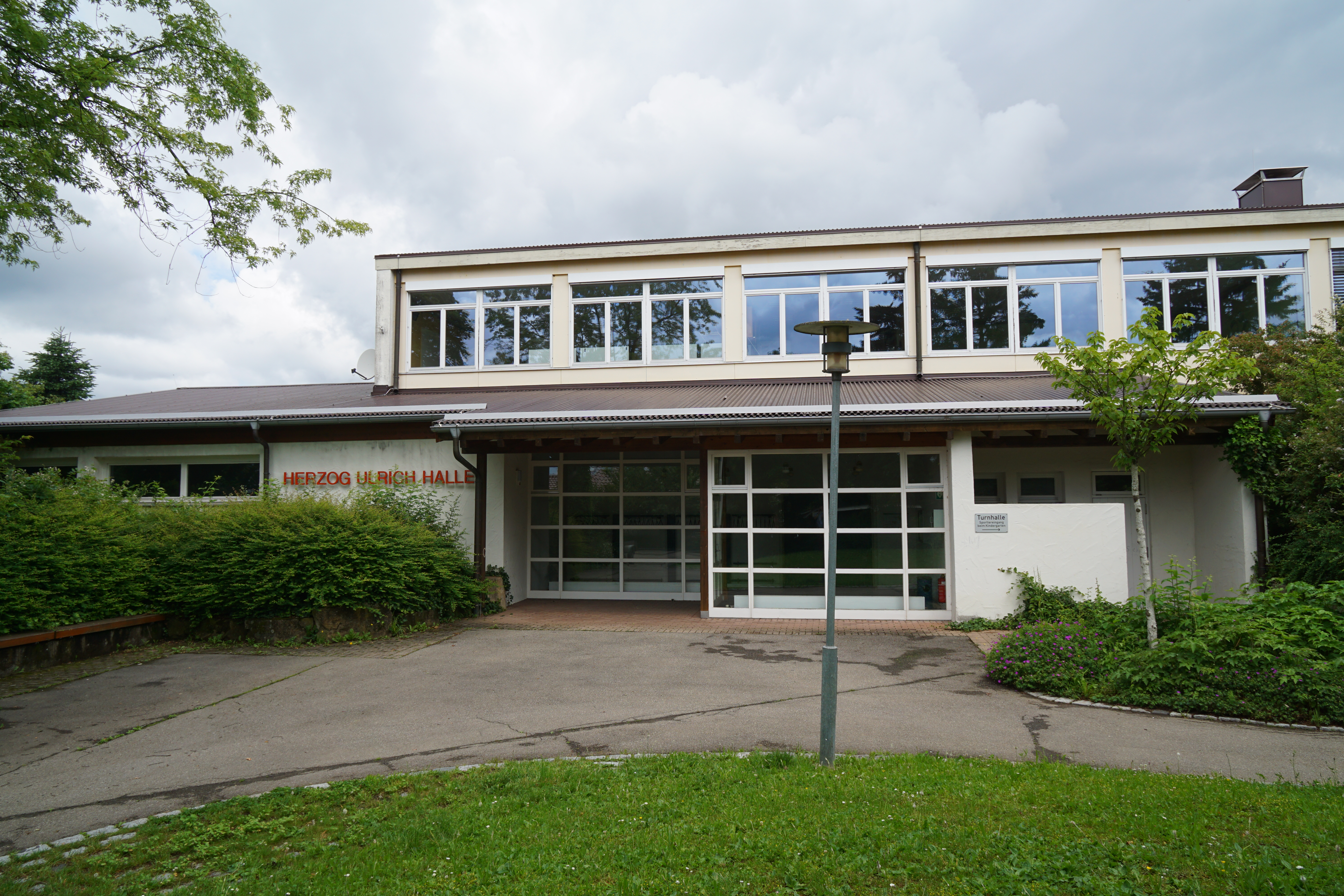
Herzog-Ulrich-Halle
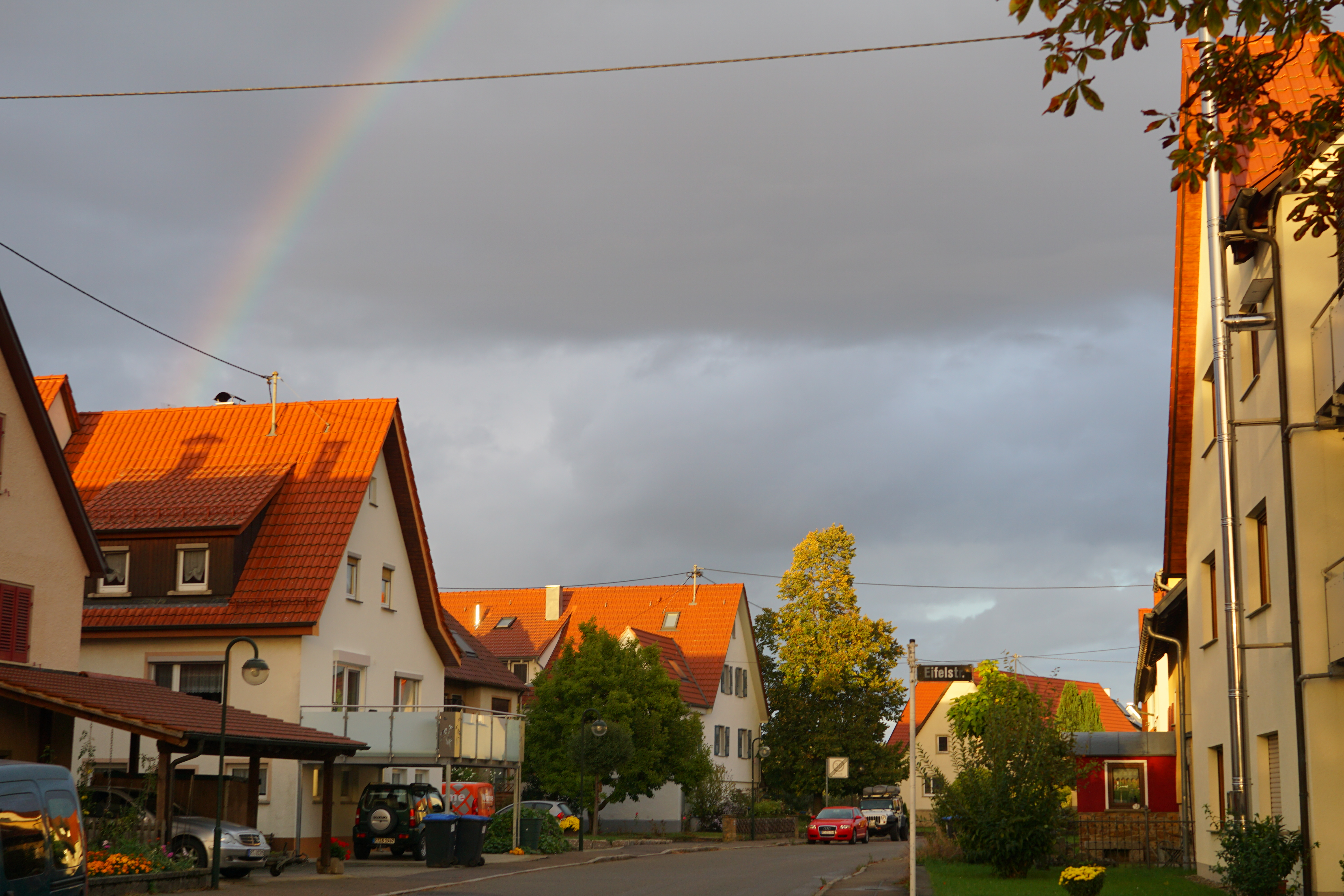
Alte Dorfstraße
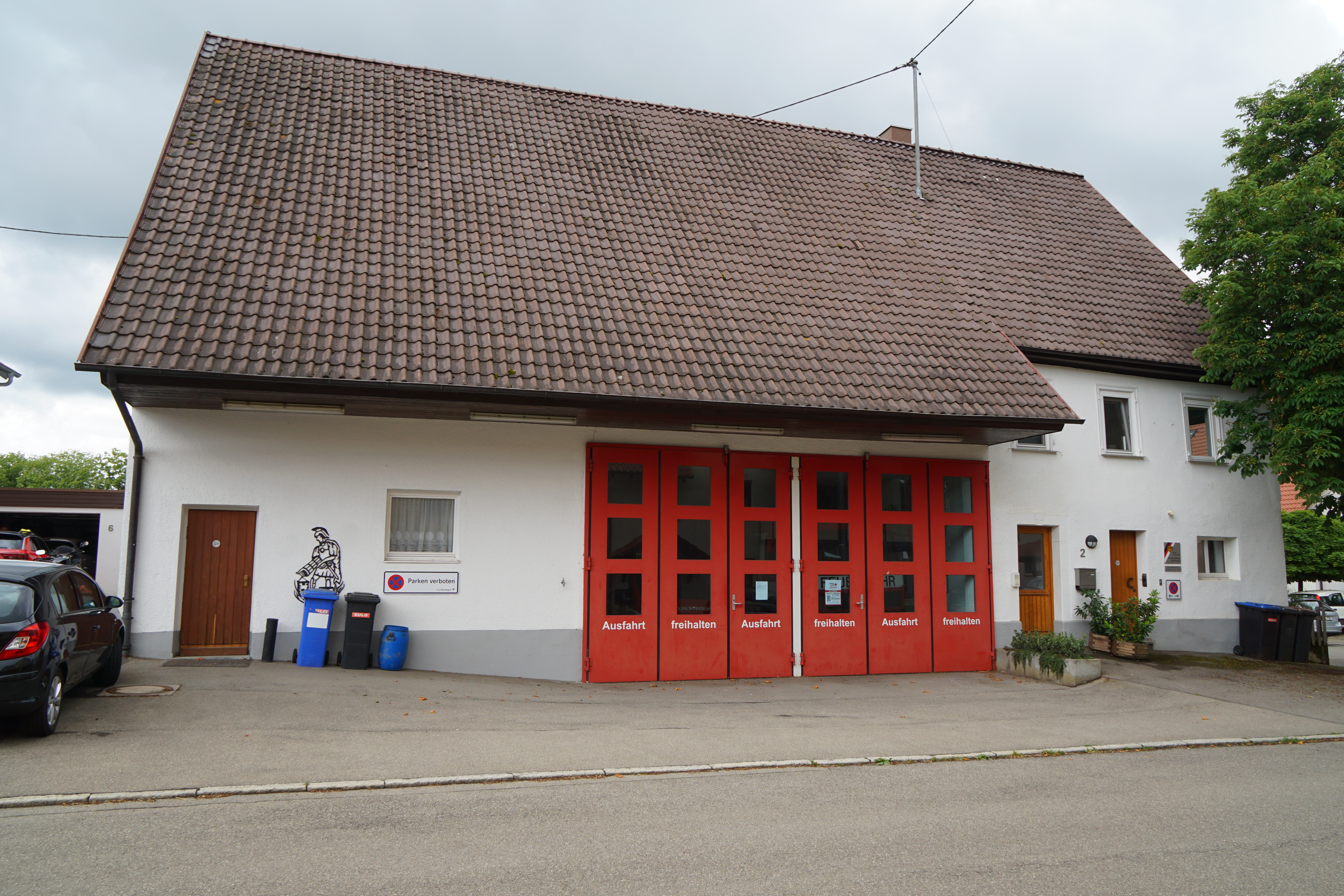
Feuerwehrmagazin
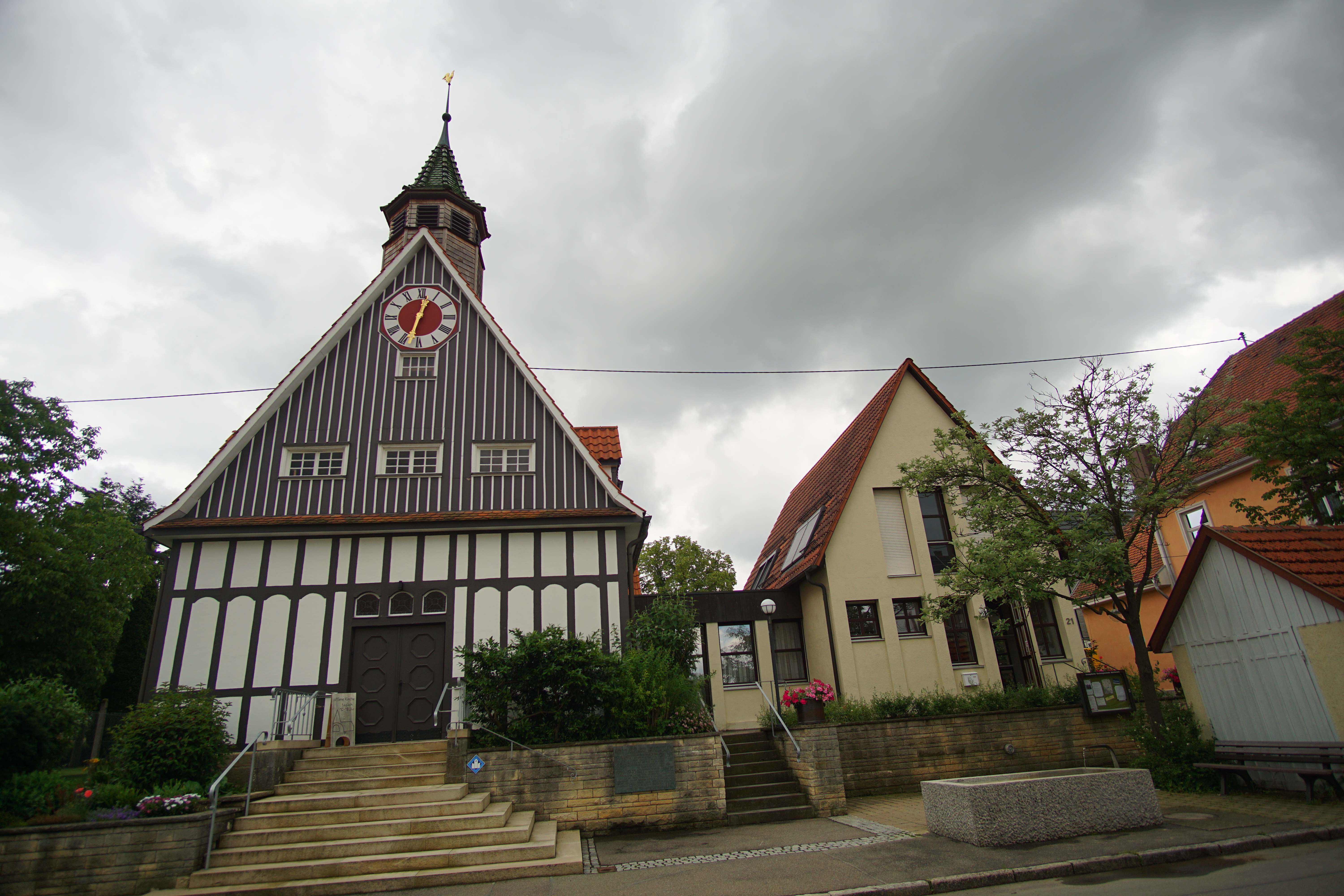
Dorfkirche und Gemeindehaus
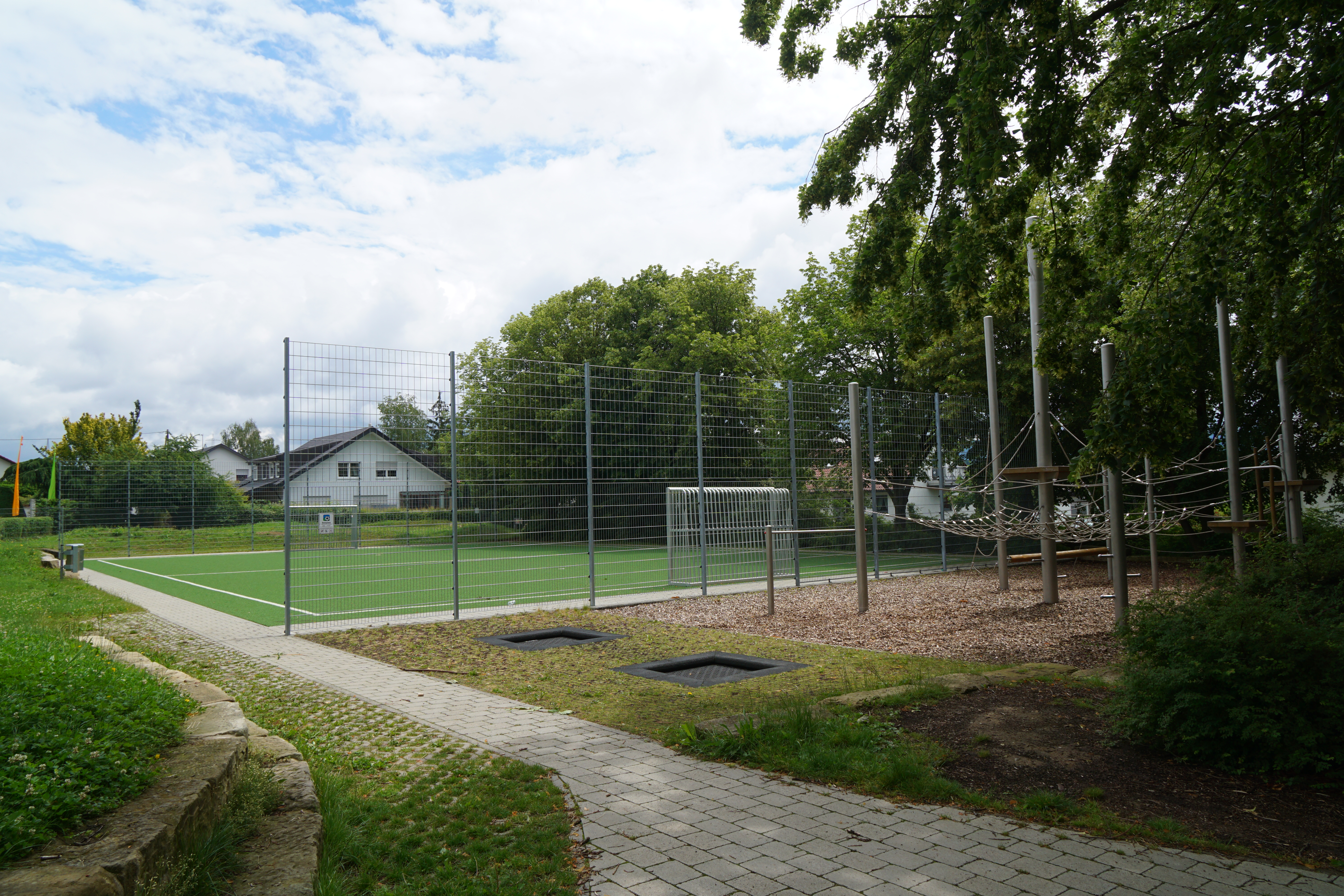
Bolzplatz und Spielplatz